# Ara Pacis

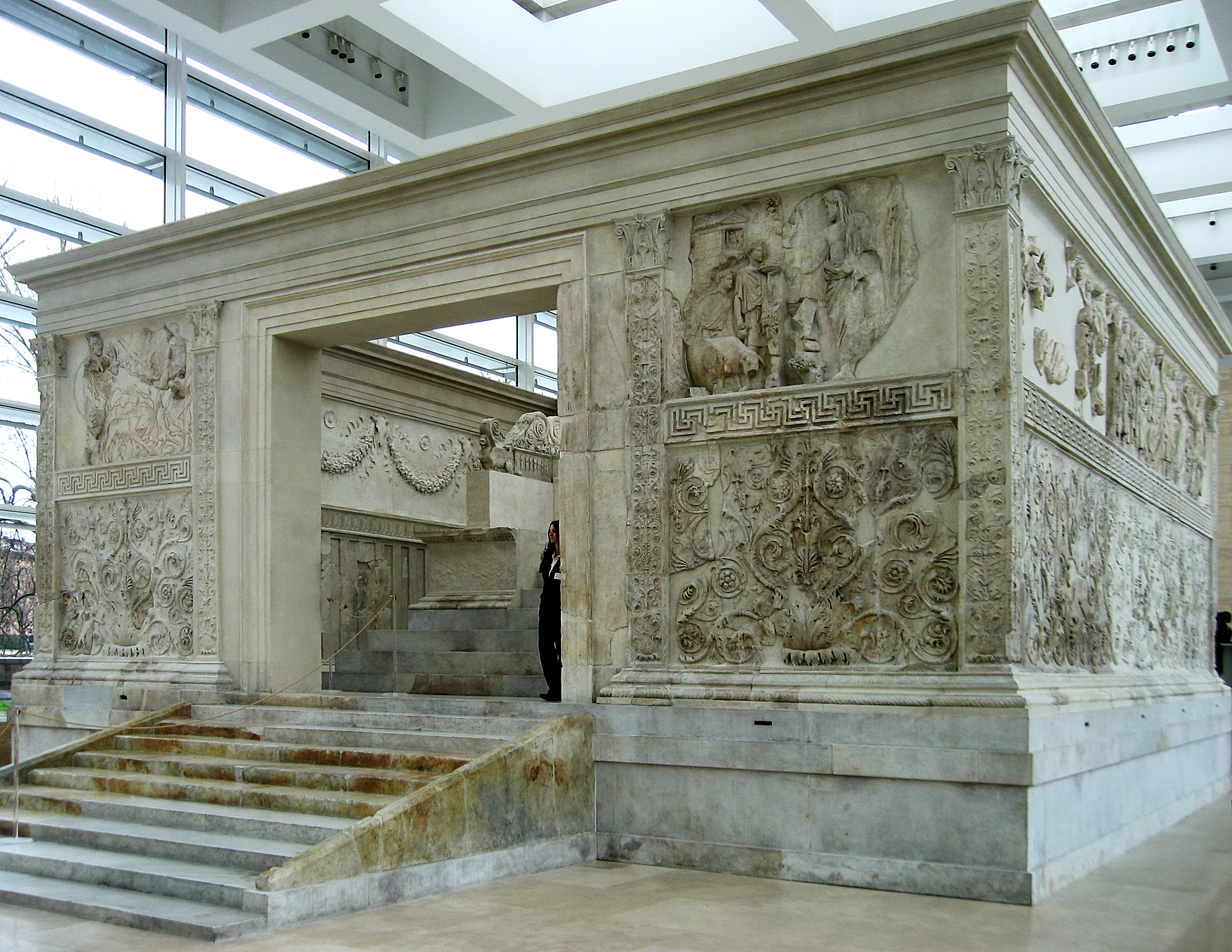
Recinto externo da Ara Pacis

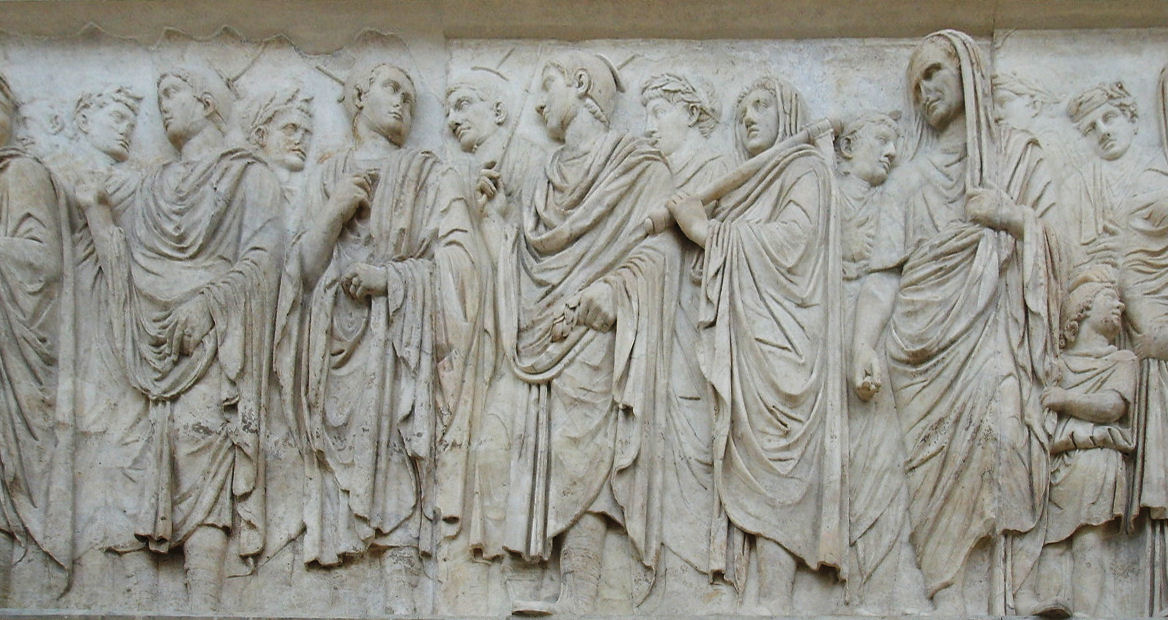
Ara Pacis (Altar da Paz), pormenor da fachada oeste, Roma, 9 a.C., relevo, mármore. Três flâmines com os seus característicos chapéus pontiagudos, agrupados no centro de um painel do Ara.

Ara Pacis é um altar dedicado pelo imperador romano Augusto em 30 de janeiro de 9 a.C. à deusa Pax (Paz), para celebrar o período da Pax Romana. Foi colocado numa zona do Campo de Marte consagrada à celebração das vitórias, local emblemático por estar a uma milha (1 472 m) dos limites sagrados da cidade de Roma (o pomério), onde os cônsules de retorno de uma expedição militar perdiam os poderes relativos (imperium militiae) e assumiam os poderes civis (imperium domi).

## História
Este monumento, uma obra-prima da arquitectura romana, representa um dos mais significativos testemunhos da arte da época de Augusto, e pretende simbolizar o período de paz e prosperidade vivido durante a Pax Romana). De facto, a 5 de julho de 13 a.C., o senado decidiu construir um altar dedicado a esse feito, em ocasião do retorno de Augusto de uma expedição pacificadora de três anos na Hispânia e na Gália meridional. A dedicatória, i.e., a cerimónia de consagração solene, apenas teria lugar a 9 de janeiro de 9 a.C., data importante por ser o aniversário de Lívia Drusa, a esposa de Augusto.
A Ara Pacis propriamente dita estava dentro de um recinto de mármore, finamente decorado com cenas de devoção, nas quais o imperador e sua família foram retratados no ato de oferecer sacrifícios aos deuses. Várias figuras trazem gado para ser sacrificado. Alguns trazem suas togas cobrindo suas cabeças, como um capuz, o que significa que eles são sacerdotes. Outros usam coroas de louro, símbolo tradicional da vitória. Homens, mulheres e crianças se aproximam para honrar os deuses. As figuras em tamanho natural da procissão não são tipos idealizados, mas retratos, e alguns deles podem ser reconhecidos. O altar inicialmente estava localizado na periferia norte da cidade, no canto nordeste do Campo de Marte, mas como a região ficava na planície aluvial do rio Tibre, ao longo dos séculos acabou enterrado sob sedimentos, e por mil anos sua memória se perdeu.
Somente no século XVI ele foi reencontrado no subsolo de edificações posteriores, e vários fragmentos acabaram sendo dispersos entre museus da Europa. Sua recuperação teria de esperar até 1938, quando Mussolini o reinaugurou no encerramento das comemorações dos dois mil anos do nascimento de Augusto. Contudo, dada a impossibilidade de reconstituí-lo in situ, os fragmentos subsistentes foram montados em outro local, próximo ao Mausoléu de Augusto, e dentro de um pavilhão destinado a protegê-lo. Na década de 1950 se iniciaram obras de restauro e reforma do pavilhão, e na década de 1980 finalmente a estrutura foi desmontada e restaurada sistematicamente, incluindo a substituição de engates de ferro e outros elementos, a consolidação de restauros anteriores e a remoção de partes que não faziam parte do conjunto original e haviam sido erroneamente acrescentadas. Contudo, na década de 1990 verificou-se que o altar estava sofrendo acelerada degradação através da poluição atmosférica e excessivas variações de temperatura e umidade, e assim em 1995 a administração municipal decidiu construir um outro pavilhão, mais adequado, que foi inaugurado em 2006 e hoje não apenas protege o monumento mas também abriga o Museu da Ara Pacis.